# Везёт (телесериал)
«Везёт» — российский трагикомедийный телесериал. Премьера состоялась 4 ноября 2021 года на платформе IVI. В главной роли — Евгений Цыганов.
Телесериал входит в линейку проектов IVI Originals.

## Сюжет
Действие происходит в небольшом российском городе за Полярным кругом. Главный герой — Иван Потапов, в прошлом чемпион по мотогонкам на льду, из-за травмы вынужден работать таксистом. Из-за проблем с алкоголем герой теряет семью и живёт в одиночестве. Каждый день Иван развозит разных пассажиров со своей историей и встречает людей на дороге, которые так или иначе влияют на его жизнь.

## В ролях
- Евгений Цыганов — Иван Потапов[4]
- Максим Лагашкин — Михаил Поламорчук, инспектор ГИБДД[4]
- Светлана Ходченкова — Светлана Петровна[4]
- Владимир Меньшов — старик на «Победе»[4]
- Александра Соловьёва — Нюся[4]
- Кирилл Кяро — Арье, афганец, раввин[4]
- Сергей Газаров — Егор, предприниматель[4]
- Юлия Снигирь — Кристина[4]
- Зоя Бербер — Алёна[4]
- Яна Сексте — Люба, бывшая жена Потапова[4]
- Михаил Полицеймако — новый муж Любы
- Валентина Ляпина — Таня
- Сергей Епишев — пациент психбольницы
- Максим Стоянов — Виталий, пожарный
- Юлия Такшина — подруга пожарного
- Ольга Лапшина — мать Нюси
- Андрей Зибров — начбат
- Александр Марушев — Митя, водитель фуры
- Сергей Баталов — тренер на мототреке
- Сергей Астахов — мэр
- Андрей Чибис — губернатор (камео)
- Игорь Жижикин — генерал Горбань
- Наталия Потапова — окулист

## Съёмки и премьера
Съёмки начались в марте 2020 года, однако из-за пандемии коронавируса были временно приостановлены. Сериал снимали в таких городах, как Мурманск, Кировск, Норильск, Москва, а также в Московской области.
Премьера пилотной серии прошла на 32-м кинофестивале «Кинотавр» в сентябре 2021 года. Премьера на сервисе IVI состоялась 4 ноября 2021 годам.
1 и 2 января 2022 года прошёл показ сериала на телеканале НТВ.

## Список серий
| № сезона | № серии | Название серии         | Премьера           |
| -------- | ------- | ---------------------- | ------------------ |
| 1        | 1       | «Дед и ночная бабочка» | 4 ноября 2021 г.   |
| 1        | 2       | «Заполярный еврей»     | 4 ноября 2021 г.   |
| 1        | 3       | «Кинутый кидала»       | 11 ноября 2021 г.  |
| 1        | 4       | «Дополнительная жена»  | 18 ноября 2021 г.  |
| 1        | 5       | «Реликт»               | 25 ноября 2021 г.  |
| 1        | 6       | «Абдукция»             | 2 декабря 2021 г.  |
| 1        | 7       | «Призрак инспектора»   | 9 декабря 2021 г.  |
| 1        | 8       | «На новый круг»        | 16 декабря 2021 г. |

## Описание серий
| № серии | Описание серии |
| ------- | --- |
| 1       | Бывший мотогонщик Потапов несколько лет назад получил травму и ушёл из спорта, теперь он работает «трезвым водителем», подвозя разных людей. Сам он при этом с трудом пытается воздерживаться от алкоголизма. С женой он недавно развёлся и остался один. Однажды его клиенткой оказывается красавица Светлана, с которой у Потапова завязывается роман. В другой раз он подвозит старика, который рассказывает ему, что недавно женился на молодой девушке Алёне, из-за чего у него возник конфликт с дочерью. Во время поездки старику становится плохо, а позже в отделе ДПС Потапов узнаёт, что старик умер. Потапов знакомится с инспектором ДПС Поламорчуком, и они направляются к родственникам умершего, чтобы сообщить им о том, что произошло…                                                      |
| 2       | Уйдя в запой, Потапов приходит в себя под капельницей в квартире медсестры Нюси, с которой познакомился накануне. Он обнаруживает, что у него угнали машину, и вместе с Поламорчуком отправляется на её поиски. На загородном шоссе они встречают раввина, который не может дальше вести машину из-за наступления шаббата. Вскоре приходит новость о большой аварии на дороге, туда направляются несколько машин ДПС, в том числе Поламорчук с Потаповым и раввин. Они спасают раненого мальчика, доставляя его в больницу, при этом Потапов узнаёт, что виновником аварии, погибшим за рулём, был водитель угнанной у него машины. На следующий день Светлана вызывает на встречу Потапова и Поламорчука, сообщая, что ждёт ребёнка от кого-то из них…                                                       |
| 3       | Иван должен съездить на опознание водителя, угнавшего у него машину, но сначала ему звонит сын, которого надо отвести домой. Оказывается, у бывшей жены Ивана инсульт, её забирают в больницу и сын остаётся с отчимом. Иван хочет вечером вернуться к сыну, но его вызывают как «трезвого водителя», и он долго возит пьяного бизнесмена Егора, который тяжело переживает известие о том, что его взрослый сын на самом деле не его, а его давнего и ныне уже покойного конкурента. В результате Иван не успевает к сыну, но заезжает в морг, где знакомится с патологоанатомом Кристиной… |
| 4       | Иван приходит в себя в морге, где накануне он отключился в пьяном состоянии. Светлана приглашает его вечером на концерт в филармонию. Иван снова приходит на стадион и пытается ехать на мотоцикле, но тут же врезается в сугроб. В качестве «трезвого водителя» он пытается отвезти пьяного мужчину, который оказывается египтянином. В это время Светлана уже ждёт Ивана в концертном зале, но концерт не начинается. В результате оказывается, что египтянин — это тот самый всемирно известный дирижёр, который должен выступать в оркестром, и Ивану удаётся привести его в чувство и доставить на концерт. Однако после концерта у Светланы завязывается роман с дирижёром… |
| 5       | Алёна проигрывает суд, и теперь дочь старика со своим мужем выгоняют её из квартиры. Поламорчук, сблизившийся с Алёной, расстроен и хочет отомстить мужу дочери, который работает водителем фуры. Он ночью подбрасывает в машину запрещённые вещества, чтобы позже на дороге обнаружить их и арестовать водителя. Тем временем Потапов во время выездов в качестве «трезвого водителя» знакомится с малолетней клофелинщицей Таней и даже приводит её ночевать к Светлане. На следующий день во время досмотра на дороге в машине мужа дочери старика Поламорчук и Потапов внезапно находят украденный «хер динозавра», который давно ищет полиция. Воры убегают, ранив Поламорчука, однако Таня успевает очередью из автомата застрелить одного из убегающих…                                                |
| 6       | Пока Поламорчук находится в реанимации, Потапову приходится рассказывать о произошедшем. Мэр города даёт интервью, выражая благодарность работникам ДПС, и Потапов пользуется этим, чтобы попросить комнату в общежитии. Светлана сообщает, что Таня украла у неё все деньги и украшения. Потапов делает Светлане предложение, и та обещает подумать. В качестве «трезвого водителя» Потапов отвозит в лес сумасшедшего, который считает, что общается с инопланетянами, в результате чего Потапов отвозит его обратно в город и сдаёт в психбольницу. В общежитии МЧС Потапов попадает на пьянку, в ходе которой спасает одного из пожарных, палец которого застрял в лестнице пожарной машины. Просыпается Потапов дома у медсестры Нюси, хотя не помнит, что между ними было…                              |
| 7       | Поламорчук находится в коме, и его призрак начинает мерещиться Потапову. Товарищ просит принести ему пистолет, чтобы ощущение от его нахождения в руке вернуло его к жизни. Потапов вместе с начальником батальона навещают Поламорчука, но пистолет не помогает. Из психбольницы сообщают, что их пациент, якобы контактировавший я инопланетянами, снова сбежал, и Потапов при помощи знакомых пожарников разыгрывает перед ним в лесу сцену общения с инопланетянами, в результате чего тот возвращается в больницу. Бизнесмен Егор зовёт Потапова познакомиться с новой невестой, в которой Попатов с удивлением узнаёт Светлану. Тем временем на следующий день в полдень Поламорчука собираются отключить от аппарата ИВЛ, поддерживающего его жизнедеятельность…                                       |
| 8       | Чтобы спасти Поламорчука, Потапов выкрадывает его из больницы. Он пытается попросить помощи у Нюси, но узнаёт, что та выходит замуж, и ничего не говорит ей. Его по телефону отвечает, что улетает на Бали. Потапов привозит Поламорчука в морг к Кристине, куда приезжают сослуживцы Поламорчука из батальона ДПС, чтобы охранять его, пока полиция готовится штурмовать здание. Выпив спирта и временно оказавшись «на том свете», Потапов понимает, что Поламорчук левша, и кладёт ему его пистолет в левую руку. Поламорчук приходит в себя. На следующий день Потапов предлагает жене снова жить вместе, но она категорически отказывается. С «того света» Потапова навещает старик, который готов выполнить одно желание Потапова, и тот просит сделать так, чтобы он смог «снова гонять на мотоцикле»… |

## Отзывы критиков
- Данил Леховицер, Esquire

Здесь переложенные на русский манер краткие рассказы Чарльза Буковски о водке, коньяке и невезении.
- Валерий Кичин, Российская газета

Как ни удивительно, но в этом незлобивом сериале, не претендующем быть слишком серьезным, возник столь дефицитный в искусстве объем — многомерность персонажей и их жизни.
- Дмитрий Елагин, Film.ru

…создатели выбрали правильное направление мысли: решили иронизировать над временем, которое режиссёры фестивального кино привыкли оплакивать.
- Иван Афанасьев, 7 Дней

«Везёт» завлекает совершенно парадоксальным образом: редко бывает такое, когда ты сам удивляешься тому, как изо рта вырывается искренний смех. Но он вырывается – хоть и уступает иногда место классической русской меланхолии.
- Максим Гревцев, Кино-театр.ру

Мечась между пьянством и трезвостью, законом и моралью, Сциллой и Харибдой, сюжет подкидывает Потапову все больше житейских и неоднозначных историй из жизни его клиентов. Социальные кейсы разнообразны и по-своему обаятельны — наверное, потому что в них есть над чем посмеяться и погрустить.